# Neubrunn (Turbenthal)
Neubrunn ist ein Dorf mit etwa 100 Einwohnern, das zur Gemeinde Turbenthal im Tösstal im Schweizer Kanton Zürich gehört. Es liegt in einer Höhe von 608 Metern über dem Meeresspiegel zwischen den Dörfern Oberhofen und Seelmatten, die ebenfalls zur Gemeinde Turbenthal gehören. 
Durch das Dorf fliesst der Chatzenbach, der in Neubrunn entspringt und in Turbenthal in die Töss mündet. In Neubrunn besteht eine Primarschule und die Wirtschaft zur Krone. Das Wappen zeigt einen roten Greif oder Drachen auf gelbem Hintergrund.
Das Dorf war bis etwa 1798 eine Exklave der Herrschaft Greifensee. Neubrunn ist bereits auf der "Karte des Kantons Zürich" von Hans Conrad Gyger aus dem Jahre 1667 eingezeichnet.

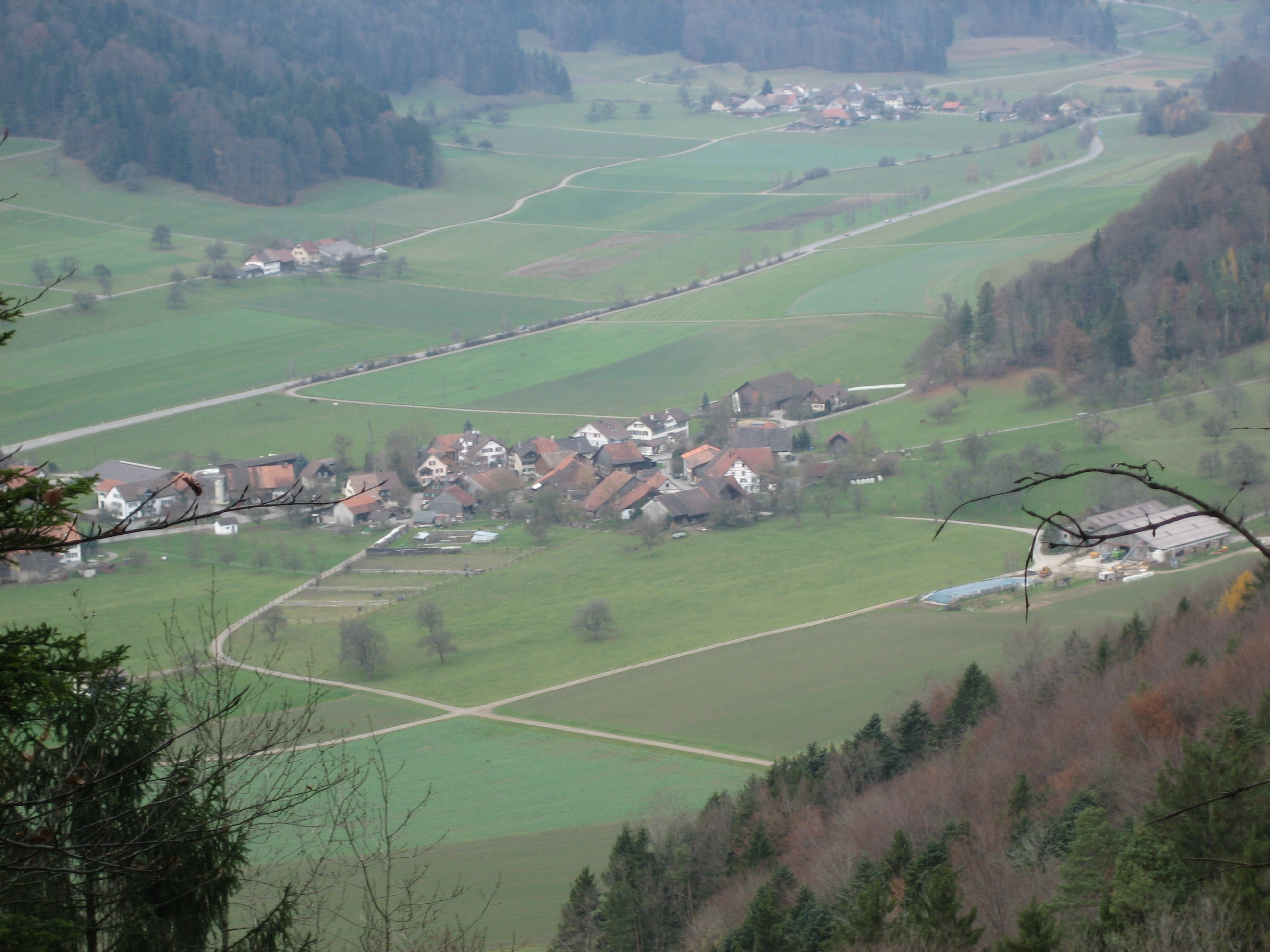
Neubrunn aus der Höhe